# Rektyfikacja okręgu
Rektyfikacja okręgu, czyli wyprostowanie okręgu – zadanie polegające na skonstruowaniu, przy użyciu cyrkla i liniału, odcinka, którego długość jest równa obwodowi danego okręgu. Konstrukcja ta jest niewykonalna, co wynika z faktu, iż π jest liczbą przestępną. Istnieje wiele konstrukcji przybliżonych. Jedna z nich została podana w 1685 roku przez nadwornego matematyka króla Jana III Sobieskiego, Adama Adamandego Kochańskiego.
Rektyfikacja okręgu jest bezpośrednio związana z kwadraturą koła – gdyby jedna z tych konstrukcji była wykonalna, wykonalna byłaby i druga.
Można dokonać rektyfikacji okręgu jeśli mamy daną spiralę Archimedesa. Krzywa ta jest jednak niemożliwa do skonstruowania z użyciem cyrkla i linijki. Można ją natomiast uzyskać za pomocą odpowiedniego przyrządu mechanicznego.

## Konstrukcja Kochańskiego

Kochańskiego przybliżona rektyfikacja okręgu

Następująca prosta konstrukcja pozwala uzyskać stosunkowo dokładne przybliżenie liczby {\displaystyle \pi {:}} dany jest okrąg i styczna w punkcie A. Z punktu A promieniem okręgu zakreślamy łuk, który przecina okrąg w punkcie C. Z punktu C promieniem okręgu zakreślamy łuk – dwa łuki przecinają się w punkcie D. Prosta OD przecina daną styczną do okręgu w punkcie E. Od E odkładamy trzy długości promienia |OA| w kierunku punktu A i otrzymujemy punkt F. Odcinek FB łączy F z końcem średnicy okręgu wyznaczonej przez OA. Jego długość jest w przybliżeniu równa połowie obwodu okręgu. Obliczona w tej sposób wartość {\displaystyle \pi } jest równa 3,14153334..., podczas gdy dokładna wynosi 3,14159265..., zatem błąd obliczeń jest nie większy niż 0,002%.